# René Dedieu
René Dedieu (Sète, 27 agosto 1898 – Alès, 21 novembre 1985) è stato un calciatore francese, di ruolo centrocampista.

## Carriera

### Calciatore

#### Club
Ha iniziato la sua carriera nel Cette e nel Nîmes, alternando le militanze nei due club in due periodi distinti. Approdato nel 1926 al Montpellier, dal 1927 ha interpretato il doppio ruolo di allenatore e giocatore, portando a casa una Coppa di Francia nel 1928-1929. Con lo stesso ruolo ha militato dal 1933 nel Sète, club con cui ha vinto immediatamente il campionato, ritirandosi a fine stagione.

#### Nazionale
Ha collezionato sei presenze con la propria Nazionale, tutte in gare amichevoli, senza mettere a segno reti. Il suo esordio è avvenuto contro il Belgio l'11 novembre 1924.

### Allenatore
Nella prima stagione dopo il ritiro dal calcio giocato ha continuato ad allenare il Sète, mentre nella stagione successiva ha fatto brevemente ritorno al Montpellier. L'anno successivo ha allenato l'Excelsior Roubaix.
Tra il 1937 e il 1945 è stato alla guida dell'Olympique Alès. Dopo una stagione al Nancy, ha allenato per 5 anni l'Agde.
In seguito è stato alla guida di Grenoble e Saint-Étienne. Tra il 1953 e il 1959 è tornato alla guida dell'Olympique Alès. L'ultima esperienza in panchina è avvenuta per lui nella stagione 1959-1960, di nuovo alla guida del Grenoble.

## Statistiche

### Cronologia presenze e reti in nazionale
| Cronologia completa delle presenze e delle reti in nazionale ― Francia | Cronologia completa delle presenze e delle reti in nazionale ― Francia | Cronologia completa delle presenze e delle reti in nazionale ― Francia | Cronologia completa delle presenze e delle reti in nazionale ― Francia | Cronologia completa delle presenze e delle reti in nazionale ― Francia | Cronologia completa delle presenze e delle reti in nazionale ― Francia | Cronologia completa delle presenze e delle reti in nazionale ― Francia | Cronologia completa delle presenze e delle reti in nazionale ― Francia |
| Data                                                                   | Città                                                                  | In casa                                                                | Risultato                                                              | Ospiti                                                                 | Competizione                                                           | Reti                                                                   | Note                                                                   |
| ---------------------------------------------------------------------- | ---------------------------------------------------------------------- | ---------------------------------------------------------------------- | ---------------------------------------------------------------------- | ---------------------------------------------------------------------- | ---------------------------------------------------------------------- | ---------------------------------------------------------------------- | ---------------------------------------------------------------------- |
| 11-11-1924                                                             | Bruxelles                                                              | Belgio                                                                 | 3 – 0                                                                  | Francia                                                                | Amichevole                                                             | -                                                                      |                                                                        |
| 18-4-1926                                                              | Tolosa                                                                 | Francia                                                                | 4 – 2                                                                  | Portogallo                                                             | Amichevole                                                             | -                                                                      |                                                                        |
| 30-5-1926                                                              | Vienna                                                                 | Austria                                                                | 4 – 1                                                                  | Francia                                                                | Amichevole                                                             | -                                                                      |                                                                        |
| 13-6-1926                                                              | Colombes                                                               | Francia                                                                | 3 – 0                                                                  | Jugoslavia                                                             | Amichevole                                                             | -                                                                      |                                                                        |
| 20-6-1926                                                              | Bruxelles                                                              | Belgio                                                                 | 2 – 2                                                                  | Francia                                                                | Amichevole                                                             | -                                                                      |                                                                        |
| 12-6-1927                                                              | Budapest                                                               | Ungheria                                                               | 13 – 1                                                                 | Francia                                                                | Amichevole                                                             | -                                                                      |                                                                        |
| Totale                                                                 |                                                                        | Presenze                                                               | 6                                                                      |                                                                        | Reti                                                                   | 0                                                                      |                                                                        |

## Palmarès

### Giocatore

#### Competizioni nazionali
- Campionato francese: 1

Sete: 1933-1934
- Coppa di Francia: 1

Montpellier: 1928-1929

### Allenatore

#### Competizioni nazionali
- Ligue 2: 1

Olympique Alès: 1956-1957